# Radošina
Radošina (slowakisch 1927–1948 „Radošiná“; deutsch Radoschin, ungarisch Radosna) ist eine Gemeinde in der Westslowakei mit 1855 Einwohnern (Stand 31. Dezember 2024).

## Geographie

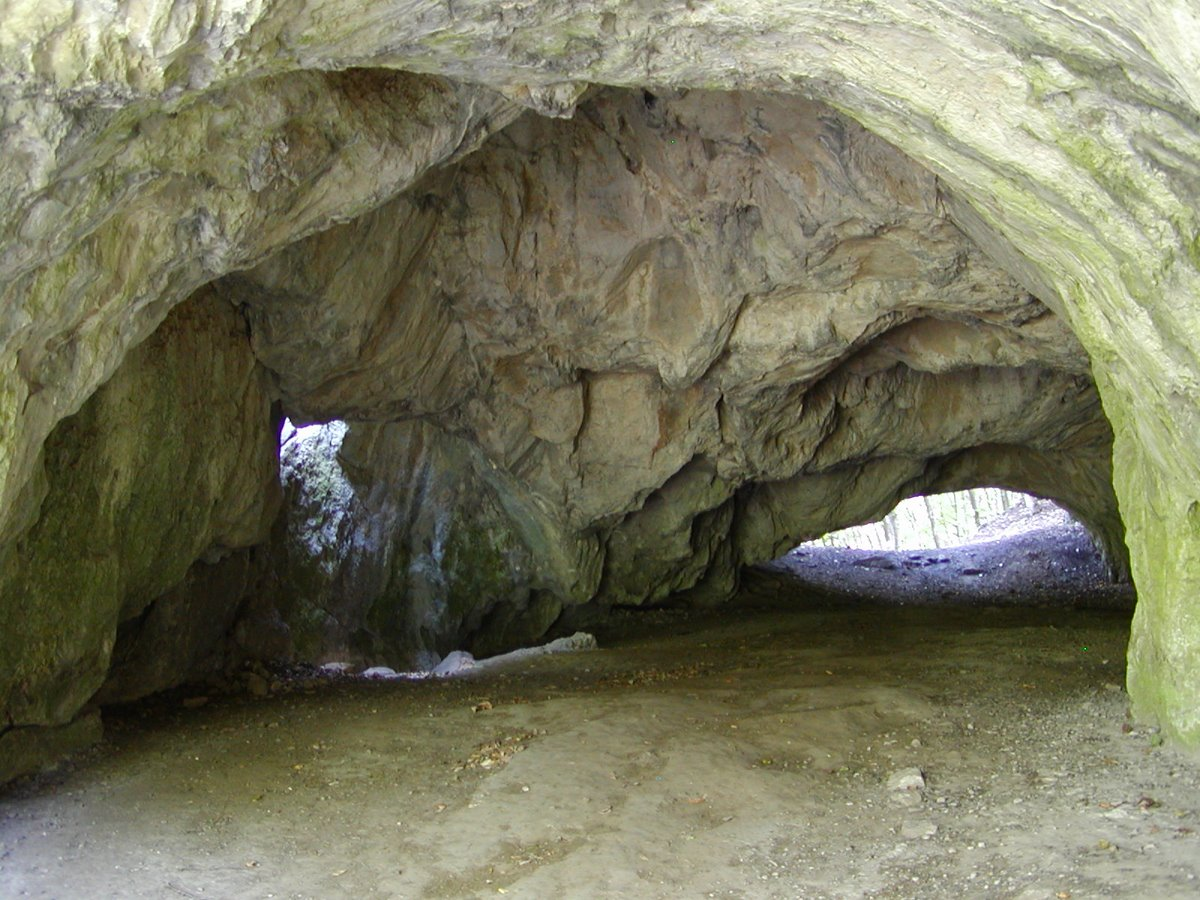
Die Höhle Čertova pec

Sie befindet sich im Hügelland Nitrianska pahorkatina am Fuße des Gebirges Považský Inovec am Oberlauf des Flüsschens Radošinka. Der höchste Punkt im Gemeindegebiet ist der Berg Marhát mit 749 m n.m. Das Ortszentrum liegt auf einer Höhe von 216 m n.m. und die nächstgelegenen Städte sind Piešťany (11 km in nordwestlicher Richtung) und Topoľčany (22 km in östlicher Richtung).
Nachbargemeinden sind Hubina im Norden, Nitrianska Blatnica im Osten, Veľké Ripňany (Ortsteil Behynce) im Süden, Orešany und Šalgovce im Südwesten, Ardanovce im Westen sowie Banka und Moravany nad Váhom im Nordwesten.

## Geschichte

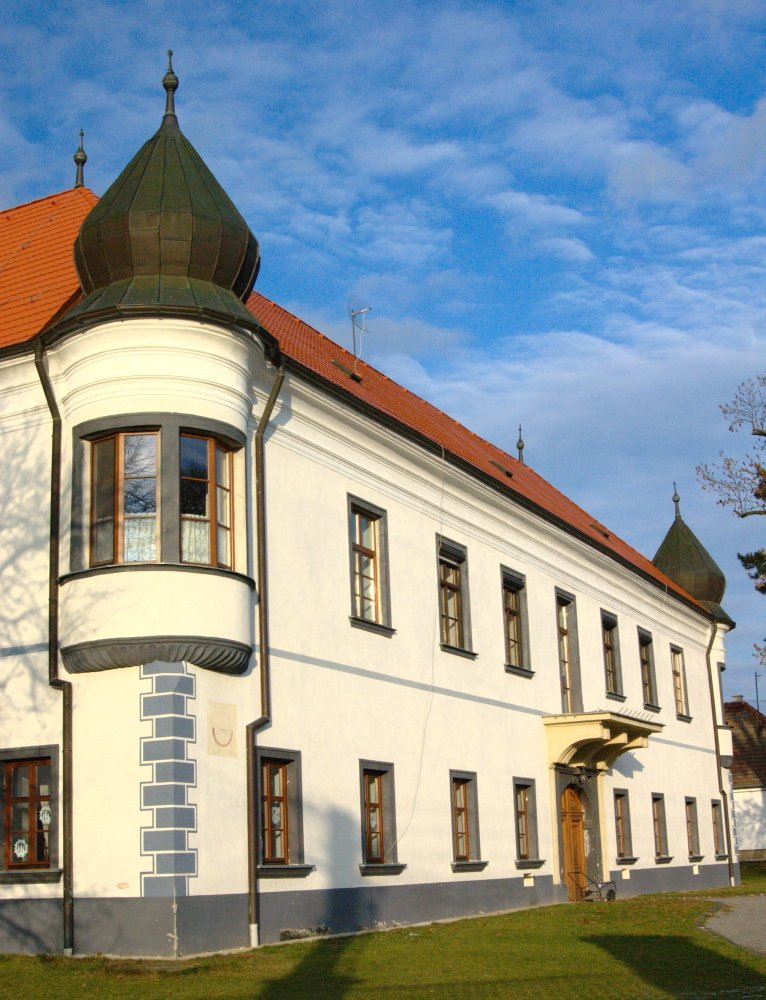
Landschloss im Ort

Das Gemeindegebiet wurde in der Altsteinzeit besiedelt. Die Höhle Čertova pec (wörtlich Ofen des Teufels) wurde archäologischen Funden zufolge in der Moustérien im Mittelpaläolithikum besiedelt. Später gab es Siedlungen der Lengyel-Kultur, in der Jungbronzezeit sowie in der Eisenzeit.
Der Ort wurde 1249 ersturkundlich als Radusna erwähnt und leitet seinen Namen vom Flüsschen Radošinka ab. Im ersten Drittel des 14. Jahrhunderts wurde er zum Gut des Bistums Neutra, in dieser Zeit gab es des Öfteren Streitigkeiten um Gemeindegrenzen mit Nachbarorten. Im 16. und 17. Jahrhundert wurde Radošina mehrmals sowohl von den türkischen Truppen als auch Räuberbanden heimgesucht. 1626 wurde der Ort Sitz einer bischöflichen Herrschaft. 1697 erhielt Radošina das Marktrecht und wurde zum Städtchen, mit regem Viehhandel. Im 17. und 18. Jahrhundert gab es hier mehrere Zünfte, die Müllerzunft bestand bis zum 19. Jahrhundert. 1715 gab es Weingärten und 43 Haushalte, fünf Jahre später 78 Haushalte, 1787 hatte das Städtchen 116 Häuser und 754 Einwohner, 1828 zählte man 104 Häuser und 733 Einwohner, die als Landwirte und Winzer arbeiteten sowie Hanfbau und Leineweberei betrieben. Eine Choleraepidemie im Jahr 1866 kostete 89 Menschen das Leben. 1871 arbeitete eine Ziegelei sowie sieben Mühlen im Ort.
Bis 1918 gehörte der im Komitat Neutra liegende Ort zum Königreich Ungarn und kam danach zur Tschechoslowakei beziehungsweise heute Slowakei. In der ersten tschechoslowakischen Republik waren die Einwohner als Landwirte und in der örtlichen Brennerei beschäftigt. Die Gemeinde wurde Anfang der 1930er Jahre elektrifiziert. Die Einwohner nahmen am Slowakischen Nationalaufstand im Jahr 1944 teil.
Zur Gemeinde zählt auch der 1976 eingemeindete Ort Bzince. Die im gleichen Jahr eingemeindete Gemeinde Orešany ist seit 1990 wieder selbstständig.

## Bevölkerung
| Jahr                | 1994 | 2004    | 2014    | 2024    |
| ------------------- | ---- | ------- | ------- | ------- |
| Anzahl der Personen | 2025 | 1975    | 1963    | 1855    |
| Unterschied         |      | −2,46 % | −0,60 % | −5,50 % |

| Jahr                | 2023 | 2024    |
| ------------------- | ---- | ------- |
| Anzahl der Personen | 1862 | 1855    |
| Unterschied         |      | −0,37 % |

Gemäß der Volkszählung 2011 wohnten in Radošina 2013 Einwohner, davon 1913 Slowaken sowie jeweils ein Deutscher, Magyare, Pole und Tscheche. Zwei Einwohner gaben eine andere Ethnie an und 94 Einwohner machten keine Angabe zur Ethnie.
1745 Einwohner bekannten sich zur römisch-katholischen Kirche, 40 Einwohner zur Evangelischen Kirche A. B., 16 Einwohner zu den Zeugen Jehovas, vier Einwohner zu den christlichen Gemeinden, drei Einwohner zur reformierten Kirche, zwei Einwohner zur Bahai-Religion sowie jeweils ein Einwohner zu den Siebenten-Tags-Adventisten, zur altkatholischen Kirche und zur griechisch-katholischen Kirche. 66 Einwohner waren konfessionslos und bei 134 Einwohnern wurde die Konfession nicht ermittelt.

## Bauwerke und Denkmäler

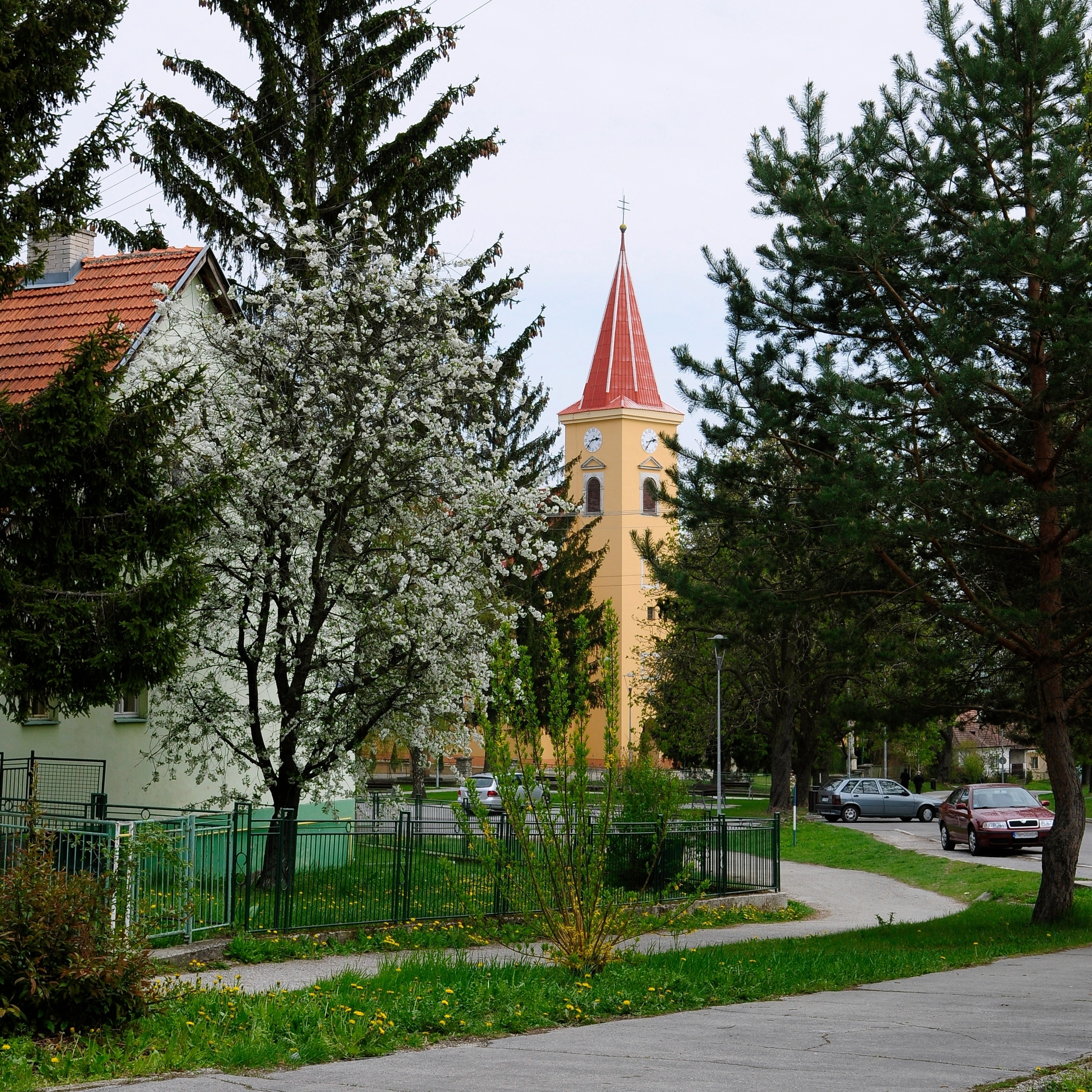
Kirche in Radošina

- römisch-katholische Dreifaltigkeitskirche im Renaissancestil aus den Jahren 1636–44, 1663 ergänzt um den Turm und im Jahr 1755 barockisiert.
- Kapelle des heiligen Kreuzes aus dem Jahr 1636, ursprünglich im Renaissancestil gestaltet, später barockisiert
- Pfarrgebäude im Barockstil aus den Jahren 1780–83
- Landschloss aus dem frühen 17. Jahrhundert, umgebaut im 19. Jahrhundert. Das Schloss ist ein vierflügeliges Gebäude mit einem Innenhof und diente als Sommerresidenz der Neutraer Bischöfe. Nach der Zwangsenteignung im Jahr 1948 diente das Schloss als Schulgebäude und später als Lager, was sich im Zustand widerspiegelte. Nach einem umfassenden Umbau in den 1990er Jahren ist das Schloss wieder Besitz des Bistums Nitra.
- Statuen der hl. Dreifaltigkeit sowie des hl. Johannes von Nepomuk vor der Kirche

## Kultur
Aus Radošina stammt das Naive Theater von Radošina (slowakisch Radošinské naivné divadlo), dessen erste Aufführung am 25. Dezember 1963 stattfand und das ursprünglich seinen Sitz im Ort hatte. Seit 1970 ist das Theater in der Hauptstadt Bratislava ansässig.

## Infrastruktur und Verkehr
Im Ort gibt es eine Grundschule und einen Kindergarten, dazu ein Gesundheitszentrum.
In Radošina endet seit 1909 die Bahnstrecke Zbehy–Radošina mit einem Bahnhof im Ort, seit 2003 gibt es allerdings keinen fahrplanmäßigen Personenverkehr. Durch den Ort passiert die Straße 2. Ordnung 499 auf dem Weg von Piešťany nach Topoľčany. Straßen 3. Ordnung führen nach Veľké Ripňany, Orešany und Ardanovce.

## Persönlichkeiten
- Ján Dechet (1908–1968), Geistlicher